# Берізки (Молодечненський район)
Берізки (біл. вёска Бярозкі) — село в складі Молодечненського району Мінської області, Білорусь. Село підпорядковане Городилівській сільській раді, розташоване в західній частині області.